# Krišovská Liesková
Krišovská Liesková (Hongaars: Mokcsamogyorós) is een Slowaakse gemeente in de regio Košice, en maakt deel uit van het district Michalovce.
Krišovská Liesková telt 911 inwoners.